# Annepona mariae
Espèce
Synonymes
- Cypraea mariae, Schilder, 1927

Annepona mariae (Schilder, 1927) se distingue des autres gastéropodes par sa coquille ovale, en porcelaine. La coloration est blanche avec les taches jaunes ou claires-d'olive.
Leur taille est le plus souvent de l'ordre de 0,9 à 2 centimètres.
Cette espèce est aussi  nommée :  « Cauri de Marie ».

## Habitat - distribution
Les Annepona mariae sont des animaux marins. Leur aire de distribution s'étend entre des îles Maldives jusqu'à l'Australie nord et Philippines. L'Annepona mariae habite sur les pentes des récifs.